# Altenburg-Zeitzer Eisenbahngesellschaft

Die Strecke der Altenburg-Zeitzer Eisenbahn-Gesellschaft

Die Altenburg-Zeitzer Eisenbahngesellschaft war eine Eisenbahngesellschaft mit Sitz in Altenburg im heutigen Thüringen. Sie war Eigentümer der Bahnstrecke Zeitz–Altenburg.

## Geschichte
Die Altenburg-Zeitzer Eisenbahn-Gesellschaft wurde am 17. März 1870 in Altenburg gegründet, das damals die Residenzstadt des Herzogtums Sachsen-Altenburg war. Die Gesellschaft eröffnete am 19. Juni 1872 eine eingleisige, 25 km lange Bahnstrecke von Altenburg über Rositz–Meuselwitz–Wuitz-Mumsdorf zur preußischen Stadt Zeitz. Sie hatte 1874/75 auch die Konzession zum Bau der Strecke Altenburg–Langenleuba-Oberhain–Narsdorf erhalten, ausgeführt wurde dieses Projekt aber erst um die Jahrhundertwende durch die Königlich Sächsischen Staatseisenbahnen.
Hauptzweck des Bahnbaus war der Transport von Braunkohle aus 18 Gruben im Raum Meuselwitz-Rositz. Der übrige Güterverkehr und die Personenbeförderung waren demgegenüber von untergeordneter Bedeutung. Den Betrieb führten die Königlich Sächsischen Staatseisenbahnen.
Am 1. Januar 1896 wurde die Gesellschaft durch den sächsischen Staat gekauft. Strecke und Fahrzeuge gingen in das Eigentum der Kgl. Sächsischen Staatseisenbahnen über.

## Lokomotiven
Die Betriebsmittel, insbesondere die Lokomotiven, befanden sich im Eigentum der Gesellschaft. Zum Zeitpunkt der Verstaatlichung besaß die Altenburg-Zeitzer Eisenbahngesellschaft insgesamt zehn Lokomotiven vier verschiedener Bauarten.
| Lokomotiven der Altenburg-Zeitzer Eisenbahngesellschaft | Lokomotiven der Altenburg-Zeitzer Eisenbahngesellschaft | Lokomotiven der Altenburg-Zeitzer Eisenbahngesellschaft | Lokomotiven der Altenburg-Zeitzer Eisenbahngesellschaft | Lokomotiven der Altenburg-Zeitzer Eisenbahngesellschaft | Lokomotiven der Altenburg-Zeitzer Eisenbahngesellschaft | Lokomotiven der Altenburg-Zeitzer Eisenbahngesellschaft | Lokomotiven der Altenburg-Zeitzer Eisenbahngesellschaft | Lokomotiven der Altenburg-Zeitzer Eisenbahngesellschaft |
| Taufnamen                                               | Anzahl                                                  | Hersteller                                              | Baujahr                                                 | Achsfolge                                               | sä. Gattung (ab 1896)                                   | DR-Nr.                                                  | Bild                                                    |                                                         |
| ------------------------------------------------------- | ------------------------------------------------------- | ------------------------------------------------------- | ------------------------------------------------------- | ------------------------------------------------------- | ------------------------------------------------------- | ------------------------------------------------------- | ------------------------------------------------------- | ------------------------------------------------------- |
| ZEITZ bis ROSITZ                                        | 5                                                       | Sächsische Maschinenfabrik, Chemnitz                    | 1872 / 1875                                             | 1B n2                                                   | II (Nr. 745–749)                                        | -                                                       |                                                         |                                                         |
| KRIEBITZSCH und MUMSDORF                                | 2                                                       | Sächsische Maschinenfabrik, Chemnitz                    | 1880 / 1883                                             | B n2t                                                   | VII TS (Nr. 1514, 1515)                                 | -                                                       |                                                         |                                                         |
| REHMSDORF                                               | 1                                                       | Sächsische Maschinenfabrik, Chemnitz                    | 1883 / 1884                                             | 1B n2                                                   | IIIb (Nr. 485)                                          | 34 7805                                                 |                                                         |                                                         |
| MOLBITZ und FRIEDRICH                                   | 2                                                       | Sächsische Maschinenfabrik, Chemnitz                    | 1884 / 1888                                             | C n2t                                                   | V T (Nr. 1610, 1611)                                    | 89 8227                                                 |                                                         |                                                         |